# Blondelia pulchelia
Blondelia pulchelia är en tvåvingeart som först beskrevs av Charles Howard Curran 1934.  Blondelia pulchelia ingår i släktet Blondelia och familjen parasitflugor.
Artens utbredningsområde är Guyana. Inga underarter finns listade i Catalogue of Life.